# Édouard Bérard
Édouard Bérard (pron. fr. AFI: [edwaʁ beʁaʁ]) (Châtillon, 1825 – Aosta, 1889) è stato un religioso e botanico italiano, canonico e archivista della cattedrale di Aosta. È noto per aver fondato la Société de la Flore Valdôtaine.

## Biografia
Pierre-Antoine-Édouard Bérard nasce a Châtillon da una famiglia di cogneins, Pierre-Antoine e Marie Colomb. All'età di 19 anni diventa insegnante di botanica presso il liceo ginnasio di Aosta gestito all'epoca dei Gesuiti. Sentendo la vocazione diventa prete nel 1848.
Eclettico (è amico tra gli altri dell'inventore Innocenzo Manzetti), negli anni seguenti insegna al Seminario maggiore di Aosta (Grand séminaire d'Aoste), al Seminario minore (Petit séminaire d'Aoste) e nuovamente al liceo: si occupa di varie materie, dalla fisica al greco, dal latino alla filosofia.
Ma la sua vera passione resta la botanica: con Georges Carrel nel 1858 fonda la Société d'histoire naturelle de la ville d'Aoste (in italiano Società di storia naturale della città di Aosta), che nel 1884 viene rinominata Société de la Flore Valdôtaine (Società della flora valdostana), ne diventa direttore e tiene contatti con botanici di fama internazionale; allo stesso tempo, Bérard porta avanti il progetto di raccogliere un erbario completo della flora valdostana, di cui fanno parte anche esemplari ceduti da botanici del calibro di Gaspard Abdon de la Soie, di Alphonse Rion e di Pierre-Alfred Déséglise, una raccolta d'eccellenza per il suo tempo per quantità, qualità degli esemplari e rigore nella catalogazione.
Viene eletto canonico della Cattedrale di Aosta.
Muore nel 1889, lasciando ai posteri la sua importante eredità di botanico: l'erbario, rimasto incompiuto, in parte va perduto nel tempo, ma ciò che ne resta (insieme a un manoscritto di Bérard) serve a Lino Vaccari come base d'appoggio per la sua opera di redazione e catalogazione della flora valdostana.

## Riconoscimenti
Il liceo scientifico e linguistico di Aosta porta il suo nome.